# Libtorrent
libtorrent — вільна бібліотека, що дозволяє використовувати протокол BitTorrent. Вона написана на C++. DHT, Ipv6, сидування через HTTP та обмін пірами як в µTorrent — найвідоміші можливості libtorrent.
libtorrent використовує Boost, а точніше Boost.Asio для підтримки багатьох платформ. Працює під Microsoft Windows, Mac OS X, GNU/Linux та FreeBSD.
Варто сказати, ця бібліотека не є бібліотекою Rakshasa’s libTorrent, що викростовується в rTorrent. Ця бібліотека теж відома як Rasterbar libtorrent або rb-libtorrent.

## Можливості
- Підтримка DHT
- Підтримка Ipv6
- Обмін пірами
- Обмін метаданими
- Шифрування
- Швидкі розширення
- Підтримка NAT-PMP і UpnP
- Підтримка багатьох трекерів для одного торрента
- Підтримка файлів більше 2 ГіБ.
- Підтримка HTTP сидування
- Підтримка UDP трекера
- Швидкі продовження (без перевірки файлів)
- Підтримка динамічної довжини запитів
- Підтримка фільтра IP

## Програми
Деякі програми використовують libtorrent:
- Artic BitTorrent— BitTorrent клієнт в Windows
- Asmlocator [Архівовано 20 липня 2015 у Wayback Machine.]— BitTorrent клієнт в Windows
- BitBuddy [Архівовано 27 серпня 2008 у Wayback Machine.] — BitTorrent клієнт в Windows
- BitRocket [Архівовано 11 липня 2010 у Wayback Machine.]— BitTorrent клієнт в Mac OS X
- BitSlug [Архівовано 19 грудня 2008 у Wayback Machine.] — BitTorrent клієнт в Mac OS X
- BTG — BitTorrent клієнт для GNU/Linux
- Deluge — багатоплатформовий BitTorrent клієнт
- Electric sheep screen saver — BitTorrent клієнт для скрінсейверу
- Free Download Manager — вільний менеджер завантаження в Windows
- FatRat — вільний менеджер завантаження на Qt4 в GNU/Linux
- Halite — BitTorrent клієнт в Windows
- hrktorrent — BitTorrent клієнт в GNU/Linux
- Instant media internet TV [Архівовано 16 травня 2009 у Wayback Machine.] — BitTorrent клієнт для завантаження Інтернет ТБ
- LeechCraft — C++ / Qt4 багатоплатформовий багатопротокольний швидкий клієнт
- Linkage [Архівовано 26 серпня 2008 у Wayback Machine.] — BitTorrent клієнт в GNU/Linux
- Miro — багатоплатформова програма для інтернет телебачення
- MooPolice [Архівовано 18 січня 2021 у Wayback Machine.] — BitTorrent клієнт в Windows
- PicoTorrent— C++ / MSVC runtime BitTorrent клієнт в Windows
- qBittorrent — C++ / Qt4 BitTorrent клієнт
- SharkTorrent — Qt4 багатоплатформовий BitTorrent клієнт.
- Ziptorrent [Архівовано 7 жовтня 2008 у Wayback Machine.] — BitTorrent клієнт в Windows.